# Welta Ehlert
Welta Ehlert (lettisch Velta Ēlerte, geboren 20. August 1929 in Apriķi, Lettland) ist eine lettisch-deutsche Übersetzerin.

## Leben
Welta Ehlert flüchtete angesichts der Besetzung Lettlands durch die Rote Armee im Herbst 1944 nach Deutschland. Von 1945 bis 1949 besuchte sie die Oberschule in Grevesmühlen, von 1949 bis 1954 studierte in Rostock und in Berlin Slawistik. Sie schloss ihr Studium als Diplomphilologin ab. Danach war sie bis 1978 als Verlagslektorin im Verlag Volk und Welt in Berlin beschäftigt, wo sie 1966 das Arbeitsgebiet „Märchen der Völker der Sowjetunion“ übernahm. Seit 1978 war sie freiberuflich tätig als literarische Übersetzerin aus dem Lettischen und dem Russischen sowie als Herausgeberin lettischer Literatur.
Bis 2006 lebte Welta Ehlert in Hammer a. d. Uecker in Mecklenburg-Vorpommern.

## Übersetzungen (Auswahl)
- Das Drachenschloss, Märchen, 1962
- Visvaldis Lams: Was vom Leben bleibt, Roman, 1978
- Arkadi und Boris Strugazki: Milliarden Jahre vor dem Weltuntergang, Roman, 1980 (aus dem Russischen)
- Regīna Ezera: Der Brunnen, Roman. Aufbau Verlag, Berlin 1986

## Herausgaben (Auswahl)
- Unter dem Flügel eines Vogels. Lettische Erzählungen aus 9 Jahrhunderten. Verlag Volk und Welt, Berlin 1978.
- Hab fünf Truhen voller Lieder. Lettische Dainas. Rütten & Loening, Berlin 1985, ISBN 3-352-00058-1